# Lisa Popeil
Lisa Stephanie Popeil (Chicago, 24 de fevereiro de 1956) é uma treinadora de voz, cantora e musicista estadunidense. Como treinadora de voz, ela se especializou em pedagogia de estilos vocais, sendo creditada como a criadora de um método chamado "Voiceworks Method".
Como cantora e musicista, ela é conhecida por seu trabalho com Frank Zappa. Em carreira solo, seu álbum - "Lisa Popeil", de 1984 - foi escolhido como "Top Album Pick" da Billboard.

## Biografia
Lisa é a filha mais velha do inventor S.J. Popeil (1915–1984) - criador do "Veg-O-Matic" e "Pocket Fisherman" - e Eloise Popeil (1925–2010). Seu meio-irmão, Ron Popeil, era um inventor e comerciante - alguns de seus produtos incluem o desidratador de alimentos Ronco, "Popeil Pasta Machine" e o "Showtime Rotisserie".
A formação musical de Lisa começou aos quatro anos de idade, quando ela começou a estudar piano e voz. Lisa frequentou as Escolas do Sagrado Coração e as Escolas de Laboratório da Universidade de Chicago. Depois de se mudar para Newport Beach, Califórnia, em 1971, ela se formou na Corona del Mar High School.
Em 1974, ela frequentou o Prescott College em Prescott, Arizona, depois frequentou o California Institute of the Arts, onde obteve seu BFA em Música Geral (piano, composição e voz) e um MFA em Voz.

## Carreira

### Como cantora/musicista
Em 1981, ela fez o teste para a banda de Frank Zappa, participando dos ensaios de agosto de 1981. Em dezembro daquele ano,  Lisa se apresentou num show de Frank Zappa no Santa Monica Civic Auditorium vestida com uma lingerie e cantou "Lisa's Life Story", "Dangerous Kitchen" e "Teenage Prostitute". Esta última foi incluída no álbum de Zappa, Ship Arriving Too Late to Save a Drowning Witch, que apresentava a música mais vendida de Zappa, "Valley Girl". Uma versão editada de "Lisa's Life Story" apareceu no álbum You Can't Do That On Stage Anymore, Volume 6 lançado em 1992. Desde 1983, Popeil cantou back-up vocals com "Weird Al Yankovic, notavelmente na música "Mr. Popeil" que homenageia seu próprio irmão.
Em 1984, Popeil produziu seu álbum auto-intitulado "Lisa Popeil", que foi escolhido como "Top Album Pick" da Billboard. Esse disco contou com Steve Vai e Joe LoDuca como músicos convidados. Ela apareceu em um concerto de 1998 no Getty Center, atuando no Socrate de Erik Satie.
Em 2014, Popeil cantou backing vocals em "Tacky" de Weird Al Yankovic, uma paródia de "Happy" do Pharrell Williams.
Em 2016, Popeil se apresentou em Oslo, Noruega, para o concerto ZappaUnion, reprisando sua performance de Frank Zappa em 1981.
Em 2019, Popeil excursionou como back-vocal de "Weird Al Yankovic" em sua turnê "Strings Attached".

### Como acadêmica / treinadora de voz
Popeil deu aulas de pop e voz clássica no College of the Canyons em Santa Clarita, Califórnia, de 1989 a 1999, voz particular de jazz na CalArts em 1995 e foi professora adjunta de voz na Pepperdine University em Malibu, Califórnia, de 2014 a 2015.
Em 1995, Popeil lançou seu programa de vídeo/DVD Total Singer seguido pelo CD educacional How to Speak Beautifully. Em referência ao seu irmão ser um vendedor de gadgets, ela diz que é "A mulher de voz do pitch".
Como pesquisadora de voz, a Sra. Popeil realizou pesquisas com os Drs. Johan Sundberg, Ken-Ichi Sakakibara, Matthias Echternach, Jack Jiang, Nathalie Henrich, Steven Feinberg e Thomas Cleveland.
Seu CD "Daily Vocal Workout for Pop Singers" foi lançado em 2013.
Popeil apresenta workshops e palestras amplamente em conferências internacionais de voz, como Voice Foundation, Pan-European Voice Conference, International Congress of Voice Teachers e National Association of Teachers of Singing, além de apresentar seu Total Singer Workshop em universidades como Duke University Voice Care Center em Durham, Carolina do Norte , Gustavus Adolphus College em St. Peter, Minnesota , e no Instituto de Pedagogia Vocal CCM da Universidade Shenandoah em Winchester, Virgínia.

## Prêmios e Honrarias
- Em 2006, Lisa recebeu o 'Career Achievement in Vocal Instruction' do LA Music Awards. Ela ensinou canto para os filhos de trabalhadores migrantes como parte do Programa de Educação Migrante, um programa do Escritório de Educação do Condado de Los Angeles,[6] e para estudantes da Wayland Baptist University competindo por uma bolsa de estudos no Music Achievement Awards.[7]
- Em 2014, Lisa recebeu o prêmio "Plaque Sergio Rainis Awards" por suas 'Conquistas no Campo da Pedagogia Vocal' da Associação de Diretores de Coral Croata.

## Discografia
- 1983 - Lisa Popeil

álbuns instrucionais
- 1995 - How to Speak Beautifully
- 2013 - Daily Vocal Workout for Pop Singers

## Livros / Artigos Acadêmicos publicados
- "Journal of Singing" – ('Multiplicity of Belting' and 'Differences Between Belting and Classical Voice Production')
- "Journal of Voice" – ('Substyles of Belting: Phonatory and Resonatory Characteristics' with Drs. Johan Sundberg and Margareta Thalen)
- Oxford Handbook of Music Education contributor
- Oxford Handbook of Singing contributor ('Different Sung Genres" with Gillyanne Kayes and Jeremy Fisher of Vocal Process)
- Singer & Musician Magazine contributor
- L2PNet.com contributor
- The Modern Vocalist contributor
- 'But Wait! There's More: The Irresistible Appeal and Spiel of Ronco and Popeil' by Tim Samuelson
- "VoiceCouncilUK"  contributor
- "The Ultimate Guide to Singing" – TC Helicon – contributor
- "The Vocal Athlete: Application and Technique for the Hybrid Singer" by Marci Rosenberg and Wendy D. Leborgne – contributor
- "Sing Anything – Mastering Vocal Styles"  by Gina Latimerlo and Lisa Popeil